# Các dụ ngôn của Chúa Giêsu
Các dụ ngôn của Chúa Giêsu được ghi chép trong tất cả các Sách Phúc Âm quy điển, nhưng nằm chủ yếu trong ba quyển Phúc Âm Nhất Lãm, ngoài ra còn xuất hiện trong một số các sách Phúc Âm ngụy thư. Các dụ ngôn này thường là những câu chuyện đơn giản và dễ nhớ, có hình ảnh gần gũi với đời thường, nhưng cũng có dụ ngôn mang nghĩa vĩ mô về chủ đề tôn giáo, luật lệ. Các Kitô hữu xem dụ ngôn là một phần quan trọng trong giáo huấn của Giêsu, thể hiện phương cách giảng đạo linh hoạt của ông đối với những người bình dân. Trong nền văn minh phương Tây, các dụ ngôn của Chúa Giêsu là chất liệu tạo nên các thuật ngữ thời hiện đại, ngay cả đối với những người không biết nhiều về Kinh Thánh, khiến cho chúng nằm trong số những câu chuyện nổi tiếng nhất trên thế giới.